# Merytokracja
Merytokracja – wieloznaczna nazwa określająca najczęściej system, w którym pozycje uzależnione są od kompetencji, definiowanych jako połączenie inteligencji i edukacji, weryfikowanych za pomocą obiektywnych systemów oceny (np. certyfikatów). Merytokracja stanowi przeciwieństwo władzy budowanej na bazie rodziny (nepotyzm), klasy (arystokracja) czy narodowości (nacjonalizm).

## Pojęcie merytokracji
Pojęcie merytokracji odnosić się może do metodyki budowania organizacji (państwa, przedsiębiorstwa) na podstawie kompetencji, może też odnosić się do systemu władzy, zbudowanego według tej metodyki. Może również oznaczać ideologię, determinującą status społeczny lub wartość jednostki w zależności od jej kompetencji. 
Choć wyraz „merytokracja” został wprowadzony przez brytyjskiego socjologa Michaela Younga, sama koncepcja pragmatycznego budowania administracji na podstawie kompetencji wywodzi się z idei praworządności i myśli Konfucjusza i była praktykowana już przez chińską dynastię Han 200 lat p.n.e..

## Opinie
Pierwszy nurt krytyki merytokracji jest metodyczny: na ile jest możliwa obiektywna i rzetelna ocena kompetencji danej jednostki? Krytyka ta jest skierowana przede wszystkim przeciwko bardzo konkretnym metodom oceny kompetencji, jak na przykład testy inteligencji stosowane w armii amerykańskiej.
Drugi kierunek krytyki jest ideologiczny i wychodzi z pozycji egalitaryzmu: czy etyczne jest utrwalanie nierówności społecznych przez preferowanie osób o lepszych predyspozycjach? Krytyka ta dotyczy również konkretnych koncepcji edukacyjnych, opierających się na stosunkowo wczesnej ocenie inteligencji uczniów i zapewnianiu lepszej edukacji tym, którzy w testach wypadają lepiej.
Amerykański filozof Michael Sandel uważa, że etos merytokratyczny w USA doprowadził do poczucia pychy wśród merytokratycznych elit, a pogardy wobec klasy pracującej. Jego zdaniem to była główna przyczyna fali prawicowego populizmu w USA i Wielkiej Brytanii w 2016 roku.
Sama książka Younga, wydana w 1958 roku, była z kolei futurystyczną satyrą na ówczesne wysiłki rządu brytyjskiego, mające na celu ograniczenie elitaryzmu tamtejszej administracji. Według Younga nowa elita „merytokratyczna” zbudowana na bazie własnych kompetencji i umiejętności stała się równie odizolowana od reszty społeczeństwa, jak elity arystokratyczne, nie ma jednak właściwego tej ostatniej etosu i podbudowy moralnej.
Według innych badaczy w merytokracji rozumianej jako metodyka budowania organizacji na bazie osób mających najlepsze kompetencje do wykonywania określonych zadań nie ma nic niemoralnego i stanowi ona wartościowy środek do rozwoju społecznego oraz poprawy efektywności organizacji We współczesnych koncepcjach zarządzania idea ta jest obecna w postaci rozbudowanych systemów ocen pracowników i wynagrodzeń.
Do realizacji doktryny merytokratycznej dąży m.in. społeczność Wikipedii.